# كلينت توماس
كلينت توماس (بالإنجليزية: Clint Thomas)‏ هو لاعب كرة قاعدة أمريكي، ولد في 25 نوفمبر 1896 في غرينأب في الولايات المتحدة، وتوفي في 2 ديسمبر 1990 في تشارلستون في الولايات المتحدة.